# Water Curses
Water Curses ist eine EP von Animal Collective. Sie erschien im Mai 2008 auf CD und im Juni desselben Jahres auf 12"-Vinyl durch Domino Records.

## Entstehungsgeschichte
Die ersten drei Tracks wurden während der Aufnahmesessions zum Album Strawberry Jam im Januar 2007 aufgenommen und wurden von Scott Colburn produziert. Der vierte und letzte Track der EP, "Seal Eyeing", wurde von Nicolas Vernhes produziert und in seinem Rare Book Room Studio in Brooklyn, New York City aufgenommen. Vernhes mixte auch alle vier Tracks. Leut einer Pressemitteilung der Band stelle Water Curses dar, wie "Animal Collective neue seltsame Gewässer entdeckt".
Der Song "Street Flash" sollte eigentlich schon auf dem Vorgängeralbum "Strawberry Jam" (2007) erscheinen.

## Inhalt
Die EP wurde laut Domino Records von der Band so beschrieben:

„Alle vier Tracks sind schlichter als ihre letzten Arbeiten auf Strawberry Jam. Der Eröffner, "Water Curses", mixt Carousel und Calypso und wirft unerwartete Rhythmen hoch, runter und seitwärts, um den Klang eines Lächelns zu erzeugen. Und "Street Flash" ist fast sieben Minuten voller weiter Tiefensenken, voller Elektronik und Schlafliedern, welche klingen, als wären sie aus Honig. "Cobwebs" ist ebenso träge. Sich selbst um ein trotziges Gesangsmantra, "I'm not going underground", und Raketen voller Gospel-Orgelklänge webend, klingt es, als würde es sich eine neue Art von Weltraumkirche für Al Green ausdenken, um Hochzeiten auszutragen, bis die Kirche langsam hinwegschwindet in einen klebrigen Äther. Der letzte Track der EP bringt einem das himmlische Gefühl in sogar noch glückseligeren Gefühlsstadien. "Seal Eyeing" ist der Moment, indem du realisierst, dass du mit dem Himmel verschmelzende Kondensstreifen beobachtest und dies nicht nur das konstruktivste Ding ist, was du tun kannst, sondern auch die einzige Option, die dir geblieben ist.“

Die Vinyl-Version ist zudem mit einer MP3- und FLAC-Version des Albums erhältlich.
Das Album leakte am 12. März 2008 auf Filesharing-Webseiten.

## Titelliste
Alle Lieder stammen von Animal Collective.
1. Water Curses – 3.25
2. Street Flash – 6.48
3. Cobwebs – 4.14
4. Seal Eyeing – 3.38

## Rezeption
Auf Pitchfork Media erhielt die EP 7,3 von 10 Punkten. Dort schreibt Mark Richardson:

„Obwohl es bloß eine Sammlung von Outtakes ist, fühlt sich "Water Curses" wie ein eigenes Ding an, mit einer konstanten Stimmung und einer identifizierbaren Palette. Die Platte zeigt auch die Band, welche immer mehr die Idee mag, ungewöhnliche Klänge und Texturen in ihre Musik zu integrieren. Wo sie einst Synths, Delay-Pedale und krude elektronische Percussion in einen abstrakten, Noise-Ansatz nutzten, entdecken sie nun den Weg, mit seltsamen Klängen und richtigen Songs zu arbeiten. Man hört, wie sie experimenteller und gleichzeitig zugänglicher werden. Während "Water Curses" sehr viel Spaß macht, bringt es einen dennoch zum Träumen, wohin Animal Collective als nächstes gehen werden.“